# Мнушкин, Александр Александрович
Александр Александрович Мнушкин (фр. Alexandre 'Sania' Mnouchkine; 10 февраля 1908, Санкт-Петербург — 3 апреля 1993, Нёйи-сюр-Сен) — французский кинопродюсер. Лауреат премии «Сезар» (в номинации «за выдающиеся заслуги в кинематографе», 1982). Отец режиссёра Арианы Мнушкин.

## Биография
Родился в Санкт-Петербурге (по другим данным в Выборге), в состоятельной еврейской семье. Его отец Александр Иосифович Мнушкин (1877—1943), уроженец Луги, был контрагентом русско-французской, русско-итальянской и русско-японской торговых палат, редактором-издателем «Торгово-промышленного справочника»; семья вплоть до отъезда из СССР жила на Николаевской улице (улице Марата), дом № 30 (в 1920-е годы отец работал на ленинградском заводе «Двигатель»). Мать — Тамара-Бронислава (Тема-Брайна) Абрамовна Мнушкина (в девичестве Садыкер, 1888—1943), родом из Белостока, портная. В 1908 году родители поселились в Выборге (здесь в 1910 году родилась младшая дочь Галина), где до 1916 года жили на Торкельской улице, дом № 22, затем переехали в Петроград.
Учился в Петришуле. Со школьных лет увлекался киноискусством — в 1920-е годы был членом ОСПК (Общество содействия пролетарскому кинематографу) в Ленинграде. 
В 1925 году вместе с семьёй приехал в Париж и с 1932 года начал сниматься в кино.
Его родители в годы оккупации Франции немецкими войсками как иностранные подданные еврейского происхождения были из Парижа депортированы в транзитный концентрационный лагерь Дранси, откуда 17 декабря 1943 года транспортом 63 в Освенцим, где были убиты.

## Творческая деятельность
В 1945 году основал вместе с Жоржем Дансижером, выходцем из Латвии, кинофирму «Les Ariane Films», с которой сотрудничали ведущие кинорежиссёры Франции от Жана Кокто до Алена Рене.
Был продюсером более 50 фильмов, из которых наиболее известны:
- «Фанфан-тюльпан» (1952);
- 17 фильмов с участием Жана-Поля Бельмондо (в том числе «Картуш», «Профессионал», «Великолепный»; «Стависки)»);
- «Имя розы» («The Name of the Rose») режиссёр Жан-Жака Анно (1986), экранизация одноимённого романа Умберто Эко;
- «Французская революция» (1989);
- 6 фильмов с режиссёром Клодом Лелушем;
- 10 фильмов с режиссёром Филиппом де Брока, включая «Человек из Рио» и «Дорогая Луиза» («Dear Louise»).

## Награды
В 1982 году был награждён высшей премией французского киноискусства — «Сезар» (в номинации «За достижения на протяжении жизни»).

## Семья
Был дважды женат — с 1935 года на британской актрисе Джейн Ханнен (дочери актёра Николаса Ханнена) и с 1975 года на французской комедийной киноактрисе Симоне Ренан. В первом браке родились две дочери — Ариана Мнушкин (род. 1939), режиссёр и театральный деятель; актриса Жоэль Мнушкин (фр. Joëlle Mnouchkine), переводчица с итальянского языка.
Брат матери — Павел Абрамович Садыкер (фр. Paul Dervize Sadyker, 1888—?), директор-распорядитель акционерного общества «Накануне», сотрудник редакции выпускаемой этим обществом берлинской газеты «Накануне», выпускник Белостокского реального училища и Санкт-Петербургского горного института (его дочь — двоюродная сестра А. Мнушкина — репортёр Paris Match Ирен Дервиз-Садыкер (1929—2017), была замужем за джазовым пианистом и композитором Клодом Боллингом). Сын старшего брата матери (двоюродный брат А. А. Мнушкина) — Игорь Анатольевич Садыкер (1919—2008), судья всесоюзной категории по волейболу, автомобильному спорту и лёгкой атлетике.
Сестра матери — Мария (Михля) Абрамовна Садыкер (1892—?), была замужем за присяжным поверенным Николаем Вальтером (1863—1935), юрисконсультом правления Русско-Азиатского банка, Русского Дунайского пароходства, Тульского чугуноплавильного завода и Российской писчебумажной фабрики, гласным Петроградской городской Думы, автором трудов о промысловом налогообложении.